# Acord (gramatică)
În gramatică, acordul este manifestarea relației sintactice dintre două (sau mai multe) cuvinte prin modificări morfologice ale unuia din cuvintele implicate în funcție de altul, pentru a evidenția distincții de număr, caz, gen, timp, aspect, mod, persoană, etc.
Cuvântul care își impune caracteristicile gramaticale — adesea un substantiv sau un pronume — se numește donorul sau sursa acordului, iar cel care își schimbă forma în urma acordului este receptorul sau ținta. În general donorul este cuvântul care este regent în relația sintactică, iar receptorul este cuvântul subordonat. În unele limbi există totuși și excepții.
Ponderea acordului în determinarea formei cuvintelor diferă mult de la o limbă la alta. Astfel, unele limbi nu cunosc acordul deloc (de exemplu limba japoneză, având particulele numerativă și cazuală pentru substantive) sau acesta își face simțite efectele numai în mod foarte limitat (limba engleză actuală), în altele acordul afectează cuvintele într-o măsură mică (limba franceză vorbită) sau într-o măsură mai mare (limbile română, franceza scrisă, greacă, latină), în timp ce în sfârșit în unele limbi o bună parte din cuvinte trebuie puse în formele cerute de acordurile de multiple tipuri (de exemplu limba maghiară).

## Caracteristici
Acordul se produce unidirecțional, de la donor la receptor, adică de obicei de la cuvântul care deține poziția regentă în relația sintactică la cuvântul aflat în poziție subordonată. De exemplu în limba română adjectivul își schimbă forma după genul substantivului pe care îl califică. În unele limbi acordul poate fi complex, în sensul că receptorul își modifică forma în urma unor acorduri simultane cu mai mult decît un donor. De exemplu forma unui predicat în limba maghiară poate să depindă în același timp și de subiect, și de complementul direct.
Acordul se produce sistematic, în sensul că dacă apare într-o construcție cu o anumită sintaxă, atunci apare în toate construcțiile de același fel. De exemplu în limba română adjectivul se acordă întotdeauna cu substantivul pe care îl determină, dar adverbul nu se acordă în nici un fel cu verbul determinat. Totuși, uneori manifestarea morfologică a acordului poate fi aparent absentă, în cazul cuvintelor a căror paradigmă de flexionare unele forme se repetă. De exemplu, în construcțiile brad verde și iarbă verde adjectivul are aceeași formă, deși substantivele determinate au genuri diferite. Aceasta nu înseamnă că acordul nu se face, ci doar că este invizibil în cazul particular al unor adjective similare cu verde, care la singular are aceeași formă și pentru masculin, și pentru feminin.

## Clasificare
După relația sintactică pe care o marchează, acordurile gramaticale pot fi de mai multe tipuri, printre care:
- de la subiect la predicat;
- de la substantiv la adjectiv, articol sau alți determinanți;
- de la complementul direct la predicat (de exemplu în limba maghiară).

După trăsătura gramaticală care se transmite de la donor la receptor, acordurile se pot face în:
- număr;
- gen;
- caz;
- persoană.

După mecanismul prin care receptorul preia trăsăturile donorului, acordul poate fi de mai multe feluri:
- În imensa majoritate a cazurilor acordul e de tip formal, în sensul că receptorul preia trăsăturile gramaticale de formă ale donorului, indiferent de înțelesul acestuia. De exemplu în propoziția Lumea se grăbește acordul dintre subiect și predicat se face la singular, deși lumea denotă o mulțime de oameni.
- Uneori are loc un acord conceptual, în care forma receptorului nu se modifică în raport cu trăsăturile donorului, ci cu ale unui substantiv care denumește conceptul general al donorului. De exemplu, în propoziția Filipeștii de Pădure este în județul Prahova, acordul se face la singular, cu comună sau sat, deși Filipeștii de Pădure are formă de plural.
- Acordul după înțeles apare în construcții partitive ca O parte din echipă au jucat bine sau Majoritatea germanilor sînt blonzi, unde subiectul logic este un plural: cîțiva jucători, respectiv mulți germani. În limba engleză acordul după înțeles înlocuiește uneori acordul formal dacă donorul este un substantiv colectiv: The police have caught the thief („Poliția a prins hoțul”), unde predicatul have cought se acordă în număr cu sensul plural al subiectului the police, nu cu forma lui de singular.
- Acordul prin atracție se produce cînd donorul nu este cuvântul regentul din relația sintactică, ci fie un alt cuvânt aflat în apropiere (de exemplu Tema dezbaterii erau pensiile sau Fiecare dintre ele purtau pălării de culori diferite), fie o parte din cuvântul regent, cînd acesta este un subiect multiplu (de exemplu A fost odată un moș și o babă).
- Acordul referențial se produce atunci cînd donorul este un pronume sau un numeral cu rol pronominal, caz în care acordul se face cu referința donorului. De exemplu, în propoziția Dintre ultimele romane ale scriitorului trei au fost premiate, predicatul se acordă cu referentul numeralului trei, și anume cu romane. La fel, în propoziția Eu sînt obosită, acordul se face cu referentul pronumelui eu, în acest caz o persoană de sex feminin.

## Efecte
Existența diverselor tipuri de acorduri are o serie de efecte, diferite de la o limbă la alta. De exemplu, schimbarea formei verbelor în funcție de persoana și numărul subiectului duce în limbile respective la subînțelegerea și deci uneori omiterea subiectului: în fraza Știu unde ai ascuns cartea cele două verbe nu sînt însoțite de subiecte pentru că acestea — eu, respectiv tu — se subînțeleg din formele verbelor.
Limbile care prezintă o pondere mai mare a acordurilor au în general o ordine mai flexibilă a cuvintelor în propoziții, permisă de faptul că prin acorduri se clarifică raporturile sintactice dintre cuvinte; în celelalte limbi o parte din aceste raporturi se deduc din ordinea cuvintelor. De exemplu, dispariția treptată a unei bune părți din paradigma verbelor din limba engleză veche a fost însoțită de o scădere în flexibilitatea structurii propoziției.

## Dezacord
Lipsa acordului în situațiile în care vorbitorii se așteaptă la prezența lui se numește dezacord și este percepută ca o greșeală de limbă. De exemplu, în propoziția Ele citesc, predicatul citesc are forma corespunzătoare persoanei a III-a și numărului plural, formă impusă prin acordul cu subiectul ele (un pronume personal la persoana a III-a plural), iar exprimarea Ele citește este considerată greșită în limba literară.
Totuși, la contactul dintre vorbitorii unor idiomuri diferite poate apărea impresia falsă a unor dezacorduri. De exemplu, în graiul muntean al limbii române verbele prezintă o omonimie generalizată între formele de singular și plural ale persoanei a III-a, la toate modurile personale și toate timpurile acestora. Ca urmare, în graiul muntean se spune el are și ei are; forma ei au lipsește în acest grai. Un vorbitor al altui grai, în care nu există această omonimie generalizată, poate confunda o conjugare ca ei are cu un dezacord.